# Blaberus affinis
Blaberus affinis är en kackerlacksart som beskrevs av Jurberg, Albuquerque, Rebordoes, Goncalves och Felip. Blaberus affinis ingår i släktet Blaberus och familjen jättekackerlackor. Inga underarter finns listade.